# 남북조 시대 (베트남)

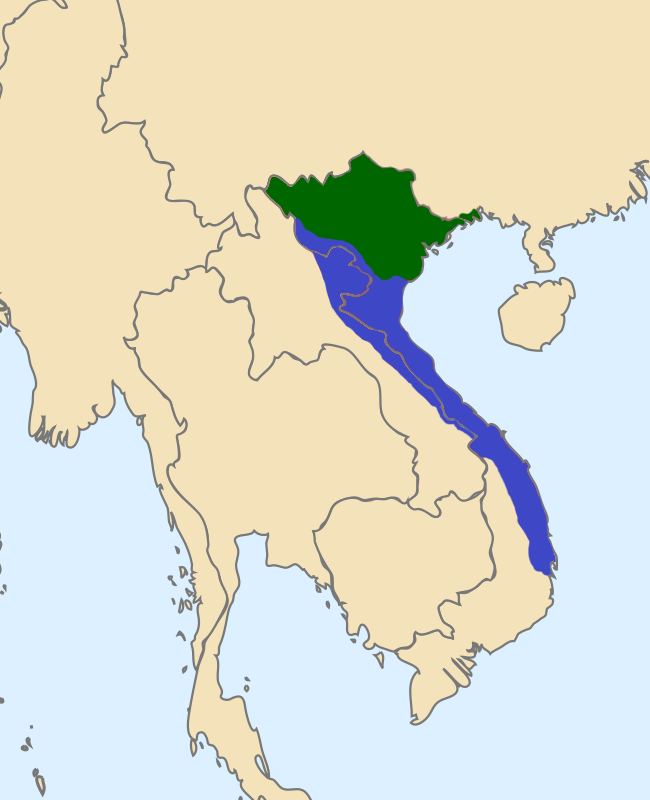
1570년, 북국인 막조(짙은 녹색)와 남국인 후레조(짙은 파랑) 위치.

남북조 시대 (南北朝時代)는 베트남의 남조와 북조가 서로 대립하였던 시기를 말한다.

## 부흥 운동
1531년 응우옌 낌(Nguyen Kim)은 응우옌 호앙 주의 아들로 타잉 호아에서 우위전전장군안청후(右衛殿前將軍安淸候)를 지내던 중, 막 태조의 찬탈 소식을 듣고 라오스로 피신하였다가 라오스왕의 도움을 받아 섬 쩌우에서 세력을 규합하였다. 1533년 후 레 소종의 막내 아들 후 레 장종을 찾아내어 즉위케 함으로써 후 레 왕조의 명맥을 잇는데 성공하였다. 이로써 그의 복흥운동은 명실상부한 명분을 얻게 되었고, 이를 기반으로 그는 세력을 확대시켜 나갔다. 이듬해에는 명나라에 사신을 보내어 막 태조의 제위 찬탈을 알리고 토벌해 줄 것을 요청하였다. 응우옌 낌은 썸 쩌우에서 8년 간 세력을 키운 다음 응에 안으로 진격하였다. 1543년 서도를 회복하는데 이어 2년 후에는 선 남과 옌 모현으로 진격하였다. 그러나 투항했던 즈엉 쩝 녙(Duong Chap Nhat)에 의하여 응우옌 낌이 독살 당하자 병권은 사위였던 찡 끼엠(Trinh Kiem)에게 넘어갔다. 찡 끼엠은 군사를 타잉 호아로 물리고 투이 응우옌(Thuy nguyen)현 반 라이(Van lai)에 궁전을 짓고 막조에 저항하니, 이때부터 베트남은 남북으로 나뉘어 타잉호아 이남을 잇는 남조, 선남 이북을 잇는 북조 형태로 대치하는 남북조시대를 맞게 되었다.

## 남북조 대립
1547년 막 헌종이 사망하자, 막 선종이 자리를 이었다. 다시 1562년에 막머우헙이 제위에 올랐으나, 북조는 이때부터 쇠퇴하기 시작하였다. 1548년 레 장종의 사망 이후 당시에 후 레조의 모든 실권을 쥐고 있던 찡 끼엠은 후 레 중종을 태자로 삼아 제위에 오르게 하였다. 이때 남조의 궁전은 지금의 토 쑤언(Tho xuan)현에 속하는 안 쯔엉(An truong)으로 옮겨졌다. 즉위 8년 만에 레 중종이 후사없이 사망하자 찡 끼엠은 후 레 태조의 형 레 쯔의 현손으로 동 선(Dong son)현 보 베(Bo ve)사에 거하고 있던 후 레 영종으로 제위를 잇게 했다. 후 레조의 복흥운동이 성공하여 국가가 남북으로 나뉜 이후부터 양조는 통일을 목표로 치열한 전쟁에 돌입했다. 남조에서는 응우옌 낌 사후 모든 권한을 쥐게 된 찡 끼엠이 전쟁을 이끌어갔고, 북조에서는 막 선종의 숙부인 막 낑 디엠(Mac Kinh Dien)이 이를 담당하였다. 남조와 북조가 선 남과 타잉 호아로 각각 여섯 차례와 열 차례에 남진과 북진을 거듭했으나 전쟁은 결코 어느 쪽에도 승산이 없었다. 1570년 찡 끼엠의 사망으로 전권은 장남 찡 꼬이(Trinh Coi)가 잇게 되었다. 그러나 그가 늘 주색에 빠지자 불만을 품은 장수들과 찡 꼬이의 동생 찡 뚱(Trinh Tung)은 형을 제거코자 레 영종을 호위하여 반 라이로 도망하였다. 이때 북조는 형제간의 분열을 틈타 타잉 호아로 남진하여 찡 꼬이를 사로잡으니, 찡 뚱은 보 베로 옮겨 북조에 대항하였다. 이후 북조군이 식량이 결핍하여 북으로 철수하자 남조의 전권은 다시 찡 뚱에게 넘어갔다. 레 영종은 북조를 물리친 데 대한 포상으로 찡 뚱을 장국공(長國公)에 봉하였다. 1583년 찡 뚱은 선 남에 진군하여 옌 모현과 옌 카잉현을 유린하고 많은 식량을 빼앗아 철수하였다. 이후 매년 그는 선 남에 진출하여 북조를 수세에 빠뜨렸다. 1591년 찡 뚱은 찡 반 하이, 태군공 응우옌 텉 리로 해구와 요해처의 방위를 강화하도록 한 후에 천자군 5만을 5열로 나누어 북진하였다. 북조의 막 영조는 4개 위군과 5개 부군의 10만 병사를 동원하여 대항하였다. 탕 롱성 가까이에 접근한 남조는 구정을 맞아 잠시 정전에 들어갔다. 이때 막 영조는 자신의 전세가 불리하다고 깨닫고 막 응오 리엔, 부이 반 쿠에, 응우옌 꾸옌, 쩐 바익 니엔 등으로 탕 롱성을 사수케 한 다음 홍강을 건너 토 코이사로 후퇴하였다. 찡 뚱은 곧바로 탕 롱성을 탈환하였으나, 막 영조에 대한 더 이상의 공격없이 타잉 호아로 돌아왔다. 그의 타잉 호아로의 귀환에 대한 이유는 역사적 기록이 없어서 알 수 없다.

## 베트남의 남북통일
막 영조는 다시 탕 롱성으로 귀환했지만 여전히 주색에 빠져 국사를 돌보지 않았다. 그는 브이 반 쿠에의 아내 응우옌씨의 미모에 빠져 그녀를 취하고자 브이 반 쿠에를 살해하려 하였다. 이를 눈치챈 브이 반 쿠에는 아내를 데리고 찡 뚱에게 투항하였다. 찡 뚱은 즉시 군사를 동원하여 티엔 파이강에서 막조의 병선 70척을 취하고 쩐 바익 니엔을 사로잡는 전과를 올렸다. 찡 뚱이 탕 롱성에 접근하자 막 영조는 낌 타잉으로 진격하여 도망하였다. 응우옌 텉 리, 브 반 쿠에 등은 낌 타잉으로 진격하여 수많은 은금을 취하고, 막 영조의 모친을 붙잡는 전과를 올렸다. 위협을 느낀 막 영조는 제위를 아들 막 또안에게 양위하고 친히 군사를 지휘하여 남조에 저항했다. 그러나 그는 패하여 프엉 년(Phuong)현의 한 절에 은신하다가 반 코아이에게 붙잡혀 살해되었다.(1592년) 이로써 후 레조의 복흥운동은 성공하였고, 베트남은 다시금 통일된 국가를 이루게 되었다.

## 군주

### 후 레 왕조
- 레 장종 (1533-1548)
- 레 중종 (1548-1556)
- 레 영종 (1556-1571)
- 레 세종 (1571-1599)

### 막 왕조
- 막 태조 (1527-1529)
- 막 태종 (1529-1540)
- 막 헌종 (1540-1546)
- 막 선종 (1546-1561)
- 막머우헙 (1561-1592)
  - 막낀디엔 - 1570년에 군사 담당、막돈니으엉은 내정 담당, 1580년 막낀디엔이 사후, 다음해 막돈니으엉이 동시에 군정과 내정을 담당하였다.
- 막또안 (1592)

## 그림

타잉 호아(Thanh Hoa) 이남의 후레조(밝은 초록)와 선 남(Son Nam) 이북의 막조(붉은), 참파(짙은 초록) 그리고 주변국

## 같이 보기
- 베트남의 역사
- 남조
- 북조